# 銀河クラウド
銀河クラウド(Galaxy cloud)は、銀河団の集まりで、超銀河団の一部分である。超銀河団の中で、銀河団や銀河の密度の高い領域をクラウドという。約50メガパーセクという特徴的な大きさを持ち、全銀河の約25%はクラウドに属する。
銀河系がその中に含まれるおとめ座超銀河団は、おとめ座銀河団、りょうけん座クラウド、おとめ座IIクラウドの3つのクラウドを含む。